# Sühnekreuz Großjena

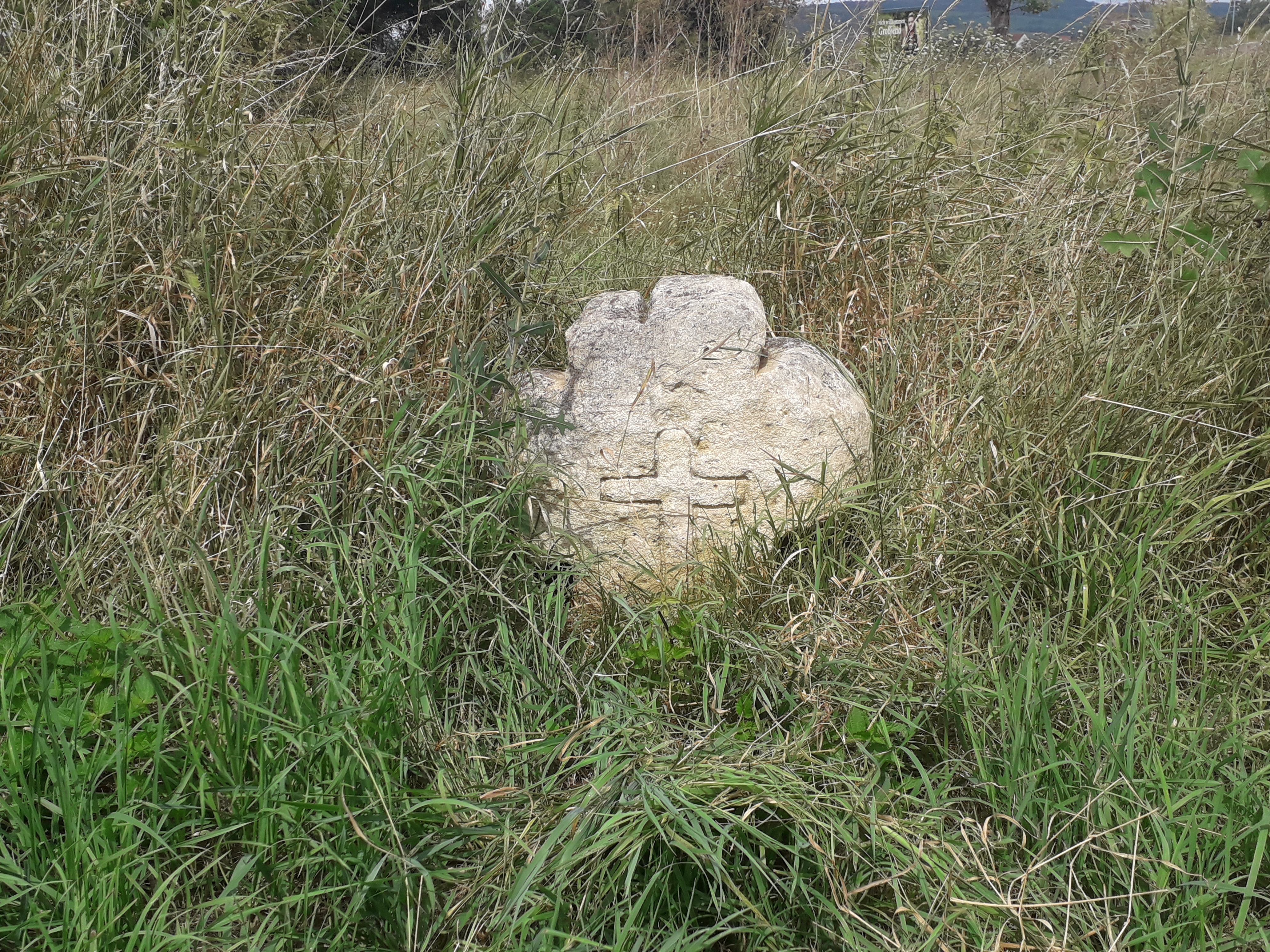
Sühnekreuz Großjena

Das Sühnekreuz Großjena befindet sich auf einem Parkplatz westlich der Unstrutbrücke zwischen den Naumburger Ortsteilen Kleinjena und Großjena im Burgenlandkreis. Es wurde im Jahr 2021 als Kleindenkmal in das Denkmalverzeichnis von Sachsen-Anhalt aufgenommen.
Der grob behauene Kalkstein trägt wie ein Kreuzstein auf der Vorderseite ein sorgfältig ausgearbeitetes Kreuz, so dass er zu beiden Typen gezählt werden kann. Diese Sonderform der Sühnekreuze, die Kreuzstein und Steinkreuz vereint, kommt auch in Oberheldrungen vor. Beide Steinkreuze weisen Kreuzarme auf, die sich nach außen hin verbreitern, und zählen damit zum Typ der Tatzenkreuze. An dem oberen Kreuzarm befindet sich eine tiefere Kerbe unklarer Herkunft und Bedeutung. Das Sühnekreuz wurde im Jahr 2019 von Bodendenkmalpfleger Hans-Joachim Jasiulek restauriert und danach mit Hilfe der Freiwilligen Feuerwehr wieder aufgestellt.
Welches Verbrechen mit diesem Kreuz gesühnt werden sollte, ist unbekannt, da weder der Sühnevertrag noch eine lokale Sage überliefert ist.